# Drina (parroquia)

Bosnia alrededor de 1412

Drina (en serbio: Дрина) fue una parroquia medieval, y posteriormente una tierra, ubicada en lo que hoy es Podrinje, la región del valle del río Drina, compartida por Bosnia y Herzegovina (oriental) y Serbia (occidental). Su ubicación y extensión son inciertas, aunque se supone que se ubicaba en el curso medio y superior del río Drina, en su margen izquierda en Bosnia y Herzegovina. Podrinje formó parte del primer Principado de Serbia a principios de la Edad Media. Juan Cinnamo (1143-1185) señaló que el río Drina separaba a Bosnia de Serbia, mientras que un documento papal de 1187 identificó erróneamente a Bosnia como parte de Serbia. El Estado bosnio de principios de la medievo incluía regiones en la margen izquierda del Drina, donde se ubicaba la župa. La casa nobiliaria bosnia de Pavlović gobernaba la región, junto con otras posesiones feudales que se extendían desde el curso medio y superior del río Drina hasta las regiones sur-sureste del Reino de Bosnia en Hum y Konavle, en la costa adriática. La residencia oficial y sede de la familia se encontraba en Borač y posteriormente en Pavlovac, sobre el cañón del río Prača, entre las actuales Prača, Rogatica y Goražde (todas en Bosnia y Herzegovina). Además, formaba parte del dominio de la casa noble de Kosača, mientras que otra familia noble bosnia de menor rango tenía sus posesiones en la región: la casa noble Dinjičić. 
La parroquia del Drina se menciona en la Crónica del Preste de Doclea (CPD, ca. 1300) como escenario de una batalla y feudo del noble serbio Tihomir durante el reinado del príncipe Časlav (927-960). En 1359, el veliki čelnik Dimitrije (fl. 1349–59) es mencionado como propietario de Gacko, Drina, Dabar y Rudine. Drina vuelve a mencionarse en 1444 como una región con la fortaleza de Soko, como un dominium (señorío, knežina) en 1448 y como un señorío con la fortaleza de Soko en 1454.